# NGC 7673
NGC 7673 هي مجرة دوامة مضطربة تقع في كوكبة الفرس الأعظم (كوكبة). وقد شهدت المجرة مؤخرا نشاطا مكثفا لتكوين النجوم، وبالتالي يمكن الإشارة إليها على أنها مجرة نجمية.

## وصلات خارجية
- ESA homepage for the Hubble Space telescope Pictures and information on NGC 7673
- ESA Science & Technology Pictures and more detailed information on NGC 7673
- NGC 7673 على موقع ويكي سكاي: DSS2, SDSS, GALEX, IRAS, Hydrogen α, X-Ray, Astrophoto, Sky Map, Articles and images